# Diccionari de mitologia grega i romana
El Diccionari de mitologia grega i romana (en francès: Dictionnaire de la mythologie grecque et romaine) és un diccionari enciclopèdic obra del llatinista Pierre Grimal (1912-1996), que recull, de manera gairebé exhaustiva, tota la mitologia grega i romana que consta en els clàssics grecollatins. Fou publicada per primera vegada el 1951, i la darrera edició i definitiva (la quinzena) es publicà el 2001, cinc anys després de la mort de l'autor.
Es tracta d'una obra consulta que pretén ser un «repertori còmode de les llegendes i dels mites citats o emprats més generalment en la literatura antiga», oferint solament les «nocions indispensables» dels mites d'una manera breu i concisa. L'autor reconeix que no pretén ser una obra erudita ni entrar en la interpretació i la gènesi dels mites, tasca per la qual remet a l'Ausführliches Lexikon der griechischen und römischen Mythologie (1884-1937). En conseqüència, ha esdevengut un llibre de referència per estudiants i professors, tant d'institut com universitaris, i de disciplines com la història de l'art, la filosofia, l'arqueologia i, sobretot, la filologia clàssica; en general, també és un bon complement per tothom qui s'interessi per la mitologia.
La traducció catalana fou publicada el 2008 per l'editorial Edicions de 1984 sobre la darrera edició francesa, i és obra dels filòlegs clàssics Montserrat Franquesa, Joaquim Gestí i Andreu Martí. L'edició incorpora un aparat crític amb les citacions dels autors i els passatges que esmenten cada personatge mitològic, i constitueix un referent pel que fa a la fixació dels noms propis del llatí i del grec al català, elaborada seguint els criteris d'Alberich i Ros (1993), i solament superat amb la publicació del Diccionari Grec-Català el 2015.